# Аверины
Аверины — дворянский род.
Потомство Павла Аверина, который в службу вступил в 1794 году и происходя чинами, в 1815 году награждён чином Действительного Статского Советника; в 1820 определен генерал-провиантмейстером, с переименованием в 4 класс, и находясь в этом классе, 31 Мая 1827 года пожалован дипломом на дворянское достоинство, копия которого хранится в Герольдии.

## Описание герба
Щит разделён горизонтально на две части полосой, состоящей из пурпурного цвета и серебра, посередине которой серебряная шестиугольная звезда, и в верхней части разделён надвое полосой, составленной из черных и серебряных шахмат.
В правой части в золотом поле изображён до половины чёрный двуглавый орёл, в левой в красном поле белое орлиное крыло с тремя на нём полосами, из них средняя золотая, а верхняя и нижняя чёрного цвета. В нижней части в голубом поле серебряное стропило и на верху его пылающее сердце, а по бокам по одной пчеле. В левом серебряном поле хлебный сноп и посредине его ключ горизонтально положенный.
Щит увенчан дворянскими шлемом и короной. Нашлемник: три страусовых пера. Намёт на щите золотой и голубой, подложенный красным и золотом. Герб Аверина внесён в Часть 10 Общего гербовника дворянских родов Всероссийской империи, стр. 131